# Stiftdraht
Stiftdraht, Glaserstiftdraht, ist im Glaserhandwerk ein Metallstift zum Befestigen von Fensterscheiben im Holzrahmen. 
Der Stiftdraht, bestehend aus verkupfertem Stahldraht mit einem Durchmesser von 1,2 Millimeter ist alle 17 Millimeter gekerbt und wird bei Restaurierungen, Reparaturen und Neuverglasungen von Holzfenstern verwendet. Auch bei Bilderglas im Bilderrahmen oder Glasscheiben in Türausschnitten, wenn keine Leisten verwendet werden, werden durch den Stiftdraht fixiert und gesichert. Die einzuschlagende Anzahl je Scheibenseite wird von der Glasgröße und Glasdicke bestimmt. Die Kerben dienen immer zum rechtwinkligen Abknicken des letzten Segmentes als Vorbereitung zum Einschlagen und als Sollbruchstelle nach dem Einschlagen. Man bricht dann den Draht durch Hin- und Herbiegen ab. Das Einschlagen erfolgt mit dem Glaserhammer. Ist das Glas im Rahmen fixiert, kann das Kitten ausgeführt werden.
Der Glaserstiftdraht wird meistens in Zwei-Kilogramm-Bunden geliefert. Für feinere Arbeiten wird der Glaserstiftdraht industriell alle 14 Millimeter gekerbt.